# Кронштейн
Кронштейн (нем. Kragstein — выступающий камень) — опорная деталь или конструкция, служащая для крепления на вертикальной плоскости (стене или колонне) выступающих или выдвинутых в горизонтальном направлении частей. Французское название: консоль.

## Кронштейн вархитектуре
Как правило, является поддерживающим элементом выступающих частей здания и представляет собой выступ в стене, образуемой выходом консольной балки, замко́вым камнем, «выносной плитой» карниза или кирпичом «с напуском». Кронштейны служат для поддержки карнизов, сандриков, балконов, эркеров, вазонов, цоколей декоративных статуй. Кронштейн может иметь любую форму, в классической архитектуре его декорируют рельефным растительным орнаментом или делают в виде волюты S-образного изгиба.

## Кронштейн в строительных конструкциях
Используются для крепления облицовочной кладки при возведении различных сооружений. Так, существует технология так называемого вентилируемого фасада. Кронштейн крепится к монолитному перекрытию, на него укладывают лицевой кирпич (облицовочный кирпич) или другой штучный кладочный элемент. Получается многослойная конструкция: несущее основание, утеплитель, воздушная прослойка, облицовочная кладка. Обычно через каждые два этажа или 7 м, максимальная высота кладки может быть 12 м. Материал кронштейнов — аустенитная нержавеющая сталь (А4 (российский аналог — сталь марки 10Х17Н13М2), DUPLEX). В промежутках между поясами кронштейнов устанавливаются специальные гибкие связи.

## Кронштейн в технике

### В механике
Конструктивно кронштейн может выполняться в виде самостоятельной детали либо многодетальной конструкции с раскосом, а также в виде значительного утолщения в базовой детали. Механический принцип действия — сопротивление материала на скол и сдвиг.
Используют для закрепления на вертикальных плоскостях деталей и узлов машин и устройств (к примеру, подшипников).

### В электротехнике
Кронштейны используют для крепежа отдельных изделий: по месту (например, антенны) и стандартно (например, дисплеи), а также для крепежа погонажных изделий: непосредственно (например, троллейбусные провода) и опосредственно (например, кабель-каналы для прокладывания в них кабелей).

### В автомобилестроении
Является одной из наиболее распространённых деталей: именно с помощью кронштейна к кузову автомобиля крепится штатное и дополнительное оборудование. Примером могут служить самые различные виды кронштейнов: для крепления звуковых сигналов, осветительных приборов, номерных знаков и т. д.
Также существует технологический термин полка: например в автомобиле «Таврия» АКБ располагается на приваренном к корпусе кузова автомобиля кронштейне, по технологической документации именуемом 1102-3703090 Полка АКБ.